# Decauville-Bahn Sapucaia–Benjamin Constant
| Bahnhof Sapucaia am Hafen von Sapucaia |                     |                                    |                                    |
| Streckenverlauf, 1908 |                     |                                    |                                    |
| Streckenlänge: | 17,658 km           |                                    |                                    |
| Spurweite: | 600 mm (Schmalspur) |                                    |                                    |
| Minimaler Radius: | 102 m               |                                    |                                    |
| |                     |                                    |                                    |
| \| \| \| Estrada de Ferro Bragança \| \| \| \| \| Bragança \| \| \| \| \| Rio Caeté \| \| \| \| 0,0 \| Sapucaia \| Sapucaia \| \| \| \| Pier und Gleisdreieck \| \| \| \| \| \| \| \| \| \| Gleisdreieck \| \| \| \| 17,658 \| Colônia Agrícola Benjamin Constant \| Colônia Agrícola Benjamin Constant \| |                     |                                    |                                    |
| Strecke |                     | Estrada de Ferro Bragança          | Estrada de Ferro Bragança          |
| Kopfbahnhof Streckenende · Kopfbahnhof Streckenanfang (Strecke außer Betrieb) |                     | Bragança                           | Bragança                           |
| Brücke über Wasserlauf (Strecke außer Betrieb) |                     | Rio Caeté                          | Rio Caeté                          |
| Bahnhof (Strecke außer Betrieb) | 0,0                 | Sapucaia                           | Sapucaia                           |
| Abzweig geradeaus, nach rechts und von rechts (Strecke außer Betrieb) |                     | Pier und Gleisdreieck              | Pier und Gleisdreieck              |
| Strecke (außer Betrieb) |                     |                                    |                                    |
| Abzweig geradeaus, nach rechts und von rechts (Strecke außer Betrieb) |                     | Gleisdreieck                       | Gleisdreieck                       |
| Kopfbahnhof Streckenende (Strecke außer Betrieb) | 17,658              | Colônia Agrícola Benjamin Constant | Colônia Agrícola Benjamin Constant |

Die Decauville-Bahn Sapucaia–Benjamin Constant (portugiesisch Ramal de Benjamin Constant) war eine 17,658 km lange Decauville-Schmalspurbahn in Brasilien mit einer Spurweite von 600 mm. Sie verband von 1904 bis 1964 die „Colônia Agrícola Benjamin Constant“ mit dem Hafen von Sapucaia am mit kleinen Schiffen schiffbaren Fluss Rio Caeté gegenüber von Bragança im Bundesstaat Pará.

## Geschichte
Um den Verkehr zwischen der Colônia Agrícola Benjamin Constant, benannt nach dem Republikmitgründer Benjamin Constant Botelho de Magalhães, und der Stadt Bragança zu erleichtern, beschloss der Gouverneur des brasilianischen Bundesstaates Pará, eine Decauville-Bahn zu bauen. Er unterzeichnete am 27. April 1900 einen Vertrag mit dem Zivilingenieur Guilherme von Linde, der trotz der zweimaligen Verschiebung des Fertigstellungstermins bis zum 27. April 1903 nicht erfüllt wurde.
Daher beauftragte sein Nachfolger, Gouverneur Augusto Montenegro, den Ingenieur Dr. Amynthas de Lemos einen Bericht über den Stand der Arbeiten zu erstellen. Dieser konnte ohne größere Schwierigkeiten feststellen, dass die Anweisungen nicht eingehalten worden waren, da keine Pläne oder Abschnitte der Strecke, Brücken, Stationen, Durchlässe oder die im Vertrag festgelegten Arbeiten gefunden werden konnten.
Auch in dem Abschnitt, in dem die Schienen verlegt worden waren, hatten die Ausführung nur einen provisorischen Charakter: Die Bahndämme waren aus Material, das aus entlang der Böschung ausgehobenen Gräben gewonnen worden war, so dass die Entwässerung behindert wurde, was dazu führte, dass sich Wasser ansammelte und die Festigkeit der Bahndämme gefährdete. Nur in wenigen Einschnitten waren die Seiten abgeschrägt, der Erdaushub war entlang der Scheitellinie aufgehäuft worden.
Zwei der Wasserdurchlässe, von denen einer mit Trockenmauern ausgeführt war und der andere die Abmessungen von 0,6 × 0,7 × 11,15 m hatte, waren unsicher. Bei letzterem wurden Eisenschwellen für die Stützmauern verwendet. Die zwei offene Wasserdurchlässe hatten auch einen sehr temporären Charakter. Die Schienen wurden ohne Schotter verlegt, anders als im Vertrag vereinbart, laut dem das Schotterbett 0,20 m hätte hoch sein sollen. Die Schwellen lagen sehr weit auseinander, in einigen Fällen bis zu einem Meter, was die Stabilität der Strecke ernsthaft zu beeinträchtigte und zum Verdrehen und Verbiegen vieler Schienen führte. Trotz vertraglich vereinbarten Verwendung von Hartholzschwellen gab es davon nur sehr wenige, und diese waren von der schlechtesten Qualität.
Die Strecke war ohne ordnungsgemäße Vermessung oder Nivellierung verlegt worden, gelegentlich gab es Gegenkurven ohne dazwischenliegende gerade Streckenabschnitte. Die Bögen hatten sehr kleinen Radien und es gab keine ebenen Strecken zwischen Steigung und Gefälle. Außerdem wäre es unmöglich gewesen, weitere Gleise zu verlegen, selbst wenn die Regierung es selbst getan hätte, da die Bark Agnes mit allen Baumaterialien bei Sapucaia gestrandet und abgewrackt worden war, bevor die mit der Versicherungsgesellschaft vereinbarte Entladung stattfinden konnte.
Der Vertrag wurde daher gekündigt, und Gouverneur Montenegro genehmigte dem Ingenieur Lemos im Auftrag der Kolonialverwaltung, die Bauarbeiten aufgrund der Tatsache fortzusetzen. Die Bauarbeiten wurden bis 7. September 1904 abgeschlossen, und die Strecke war für bereit für die Inbetriebnahme.

## Lage
Die Decauville-Bahn, die den Hafen von Sapucaia mit der Benjamin-Constant-Kolonie verband, begann am Hafen von Sapucaia. Sie folgte dem rechten Ufer des Flusses Caeté, einen Kilometer oberhalb von Bragança. Sie hatte eine Spurweite von 600 mm und mit Stahlschienen gefertigt, die ein Metergewicht von 9 Kilogramm pro Meter hatten. Sie waren auf Hartholzschwellen verlegt, die an allen vier Seiten rechteckig abgeflacht waren. Die Strecke war insgesamt 17.658,8 m lang, wovon 14.283 m gerade 3.375 gebogen waren. Der maximale Radius der Bögen betrug 3.437 m und der minimale Radius 102 m. Es gab insgesamt 28 Bögen, 7.606 m der Strecke verliefen in Einschnitten und 10.398 m auf Böschungen. Die Landungsbrücke in Sapucaia war 15 × 4 m groß. Es gab eine Brücke über den Igarapé Cujubim, sowie drei weitere Brücken, einen offenen Durchlass und einen flachgedeckten Durchlass mit Abmessungen von 0,60 × 0,47 × 11,15 m, zwei Gleisdreiecke, zwei Wassertanks, zwei Stationen und einen Schuppen für die Schienenfahrzeuge sowie Werkstätten. 
Für den Betrieb der Strecke war eine Telefonleitung verlegt worden, die die Station Benjamin Constant mit der in Bragança verband. Für die Arbeiten unter der Leitung von Dr. Aniynthas de Lemos entstanden bis zum 31. Juli 1903 Kosten von 93.177 R$.

## Schienenfahrzeuge
Die Eisenbahn verfügte anfangs über 2 Lokomotiven, 2 Personenwagen, 2 Gepäckwagen, 2 Plattformwagen mit jeweils 10 Tonnen, 9 kleine Güterwagen und 2 Langholzloren.
Die erste Dampflokomotive wurde 1902 geliefert. Die zweite Lokomotive kam 1903 in Einzelteile zerlegt an und wurde vor Ort zusammengebaut. Die dritte wurde 1906 in Betrieb genommen.

## Pläne
Der Bau der Benjamin-Constant-Bahn hatte für die Stadt Bragança eine große Bedeutung. Es war geplant, die Strecke bis Gurupy zu verlängern, so dass sie insgesamt 45 Kilometer lang geworden wäre. Nach Fertigstellung der meterspurigen Bragança-Bahn sollte sie als Zweigstrecke betrieben werden. Es war geplant, eine Brücke über den Rio Caeté zu bauen, um die Verbindung mit der Stadt Bragança herzustellen.

## Betreiberwechsel und Verlängerung
Die Estrada de Ferro Bragança übernahm 1908 die Verwaltung der Zweigstrecke nach Benjamin Constant und deren Lokführer. Die Schmalspurstrecke wurde um 1908 auf eine Länge von 26 und 29 km verlängert.

## Stilllegung
Die Decauvillebahn und ihre Endstation, die seit den 1950er Jahren Tijoca genannt wurde, wurden am 27. Mai 1964 durch die RFFSA offiziell außer Betrieb genommen.